# Копаріт (Куопіо)
 Куопіон Паллотоверіт, більш відомий як КПТ та Копаріт (фін. Kuopion Pallotoverit) — колишній фінський футбольний клуб з Куопіо, що існував у 1931—1990 роках.

## Досягнення
- Чемпіонат Фінляндії
  - Срібний призер (2): 1978, 1981
- Кубок Фінляндії
  - Фіналіст (2): 1957, 1978.